# 도요다 나유하
도요다 나유하(일본어: 豊田 奈夕葉, 1986년 9월 15일 ~ )는 일본의 은퇴한 여자 축구 선수이자 현 축구 지도자로 현역 시절 포지션은 미드필더였다.

## 선수 시절

### 클럽
2003 시즌을 앞두고 도쿄 베르디 벨레자 입단을 통해 프로에 입문한 뒤 2011 시즌까지 9시즌간 팀의 주축 미드필더로 활약하며 나데시코 리그 디비전 1 5회 우승(2005, 2006, 2007, 2008, 2010) 및 4회 준우승(2003, 2004, 2009, 2011), 황후배 5회 우승(2004, 2005, 2007, 2008, 2009) 및 2003 시즌 황후배 준우승, 2번의 4강 진출(2006, 2011), 나데시코 리그컵 2회 우승(2007, 2010), 2011년 한일 여자 리그 챔피언십 우승 등에 기여했다.
이후 2012 시즌에는 스페란자 오사카, 알비렉스 니가타 레이디스에서 활동했고 2013 시즌에는 버니스 군마 FC 화이트 스타에서 활동하다가 2014 시즌에는 요코하마 FC 시걸스에서 활동하며 간토 리그 우승을 맛본 뒤 11년간의 선수 생활을 마무리했다.

### 국가대표팀
2004년 12월 18일 대만과의 친선 경기에서 국제 A매치 데뷔전을 치른 후 2010년 은퇴할 때까지 A매치 22경기를 뛰며 2010년 AFC 여자 아시안컵 3위의 성적에 일조했다. 2007년 FIFA 여자 월드컵에도 출전했다.

## 지도자 경력

### 라오스 여자 대표팀
2023년 9월 5일 라오스 여자 대표팀 사령탑으로 취임한 이후 13일 뒤에 열린 레바논과의 타이프 국제 친선 축구 대회 B조 1차전에서 라오스 여자 대표팀 사령탑 데뷔전을 치렀다.

## 통계
| 일본 | 일본 | 일본 |
| 연도 | 출전 | 득점 |
| ---- | ---- | ---- |
| 2004 | 1    | 0    |
| 2005 | 4    | 0    |
| 2006 | 0    | 0    |
| 2007 | 8    | 0    |
| 2008 | 4    | 0    |
| 2009 | 2    | 0    |
| 2010 | 3    | 0    |
| 통산 | 22   | 0    |

## 대회 성적

### 클럽 (선수)
도쿄 베르디 벨레자
- 나데시코 리그 디비전 1 : 우승 (2005, 2006, 2007, 2008, 2010), 준우승 (2003, 2004, 2008, 2009)
- 황후배 : 우승 (2004, 2005, 2007, 2008, 2009), 준우승 (2003), 4강 (2006, 2011)
- 나데시코 리그컵 : 우승 (2007, 2010)

### 국가대표팀 (선수)
일본
- AFC 여자 아시안컵 : 3위 (2010)